# Giorgio Puia
Giorgio Puia (Gorizia, 1938. március 8. –) világbajnoki ezüstérmes olasz labdarúgó, hátvéd, középpályás, majd edző.

## Pályafutása

### Klubcsapatban
A Pro Gorizia csapatában kezdte a labdarúgást. 1958-ban mutatkozott be a Triestina első csapatában. 1960 és 1963 között a Vicenza labdarúgója volt. 1963 és 1972 között a Torino csapatában szerepelt ahol két olasz kupát nyert az együttessel (1968, 1971). 1972-ben vonult vissza az aktív labdarúgástól.

### A válogatottban
1962 és 1970 között hét alkalommal szerepelt az olasz válogatottban és két gólt szerzett. 1970-ben a mexikói világbajnokságon ezüstérmet szerzett a csapattal.

### Edzőként
1974–75-ben az Ivrea, 1976–77-ben a Biellese, 1983–84-ben a Latina vezetőedzője volt.

## Sikerei, díjai
Olaszország
- Világbajnokság
  - ezüstérmes: 1970, Mexikó

 Torino FC
- Olasz kupa (Coppa Italia)
  - győztes: 1968, 1971